# Trenton (flygplats)
Trenton är en flygplats i Kanada. Den ligger i den sydöstra delen av landet, 200 km sydväst om huvudstaden Ottawa. Trenton ligger 86 meter över havet.
Terrängen runt Trenton är platt. Närmaste större samhälle är Trenton, 4,5 km sydväst om Trenton. 
Omgivningarna runt Trenton är en mosaik av jordbruksmark och naturlig växtlighet. Runt Trenton är det ganska glesbefolkat, med 24 invånare per kvadratkilometer.